# Leptotarsus (Leptotarsus) ducalis bancrofti
Leptotarsus (Leptotarsus) ducalis bancrofti is een ondersoort van de tweevleugelige Leptotarsus (Leptotarsus) ducalis uit de familie langpootmuggen (Tipulidae). De ondersoort komt voor in het Australaziatisch gebied.